# Makina Kimya Endüstrisi Ankaragücü
El MKE Ankaragücü (nom complet en turc: Makina Kimya Endüstrisi Ankaragücü) és un club esportiu turc de la capital Ankara. En destaca per importància les seues seccións de futbol i de voleibol.

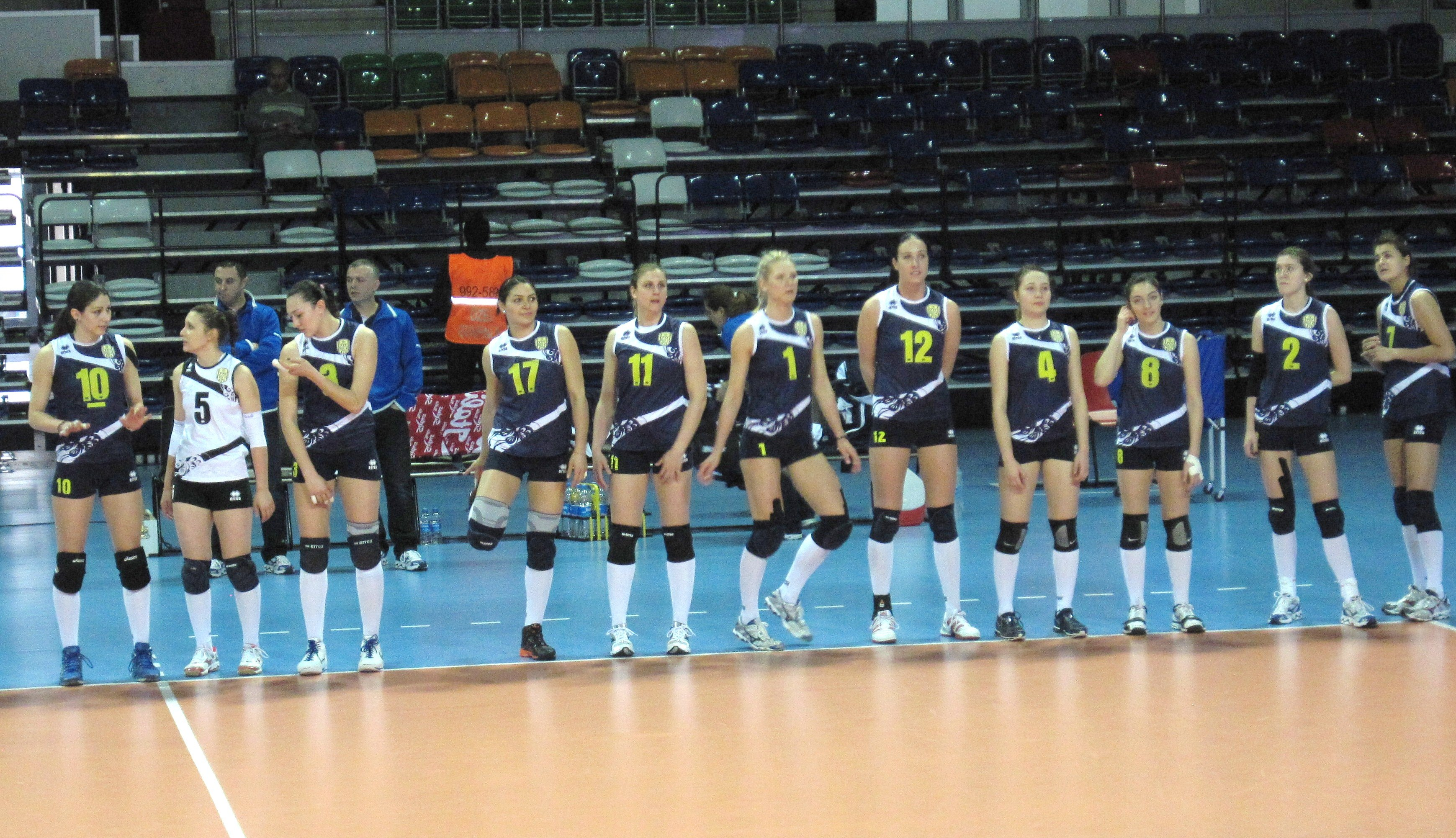
l'equip de voleibol femení d'Ankaragücü, en el torneig nacional 2010-11

## Història
L'Ankaragücü és un club d'Ankara, però en realitat va ser fundat a Zeytinburnu, Istanbul el 1904 amb el nom de Altın Örs İdman Yurdu. L'equip jugà la lliga dels divendres. Posteriorment fou traslladat a la capital del país, Ankara. Segons sembla, el 1910 els jugadors del Zeytinburnu es dividiren en dos grups amb dos líders diferents (Şükrü Abbas i Agah Orhan). El grup de Şükrü Abbas deixà el grup i formà el Turan Sanakaran gücü. Després de la Primera Guerra Mundial els dos grups s'uniren de nou amb la seu a la capital formant l'AS-FA Gücü. Des del 1948 el nom oficial és Ankaragücü.

## Palmarès
- Copa turca de futbol (2): 1972, 1981
- Supercopa de Turquia/Copa President (1): 1980/81
- Copa del Primer Ministre turca de futbol (2): 1968/69, 1990/91
- Campionat turc de futbol (1): 1949
- Lliga d'Ankara de futbol (7): 1923-24, 1935-36, 1936-37, 1948-49, 1951-52, 1955-56, 1956-57
- Copa TSYD (19)